# Николас Гарсија
Николас Гарсија Бојсиер (шп. Nicolás García Boissier; Лас Палмас де Гран Канарија, 20. јун 1995) елитни је шпански скакач у воду. Његова специјалност су појединачни и синхронизовани скокови са даске са висина од једног и три метра.

## Каријера
Такмичарским скоковима у воду се бави од 2009. године када је по први пут учестовао на европском првенству за јуниоре где је у скоковима са даске са 3 метра заузео десето место. У сениорској конкуренцији је дебитовао у јуну 2012. на такмичењу за светски гран-при у Мадриду где је заузео шесто место у дисциплини синхронизованих скокова са даске, наступивши у пару са млађим братом Ектором.
На светским првенствима је дебитовао у Барселони 2013, а најбољи резултат у појединачној конкуренцији остварио је на СП 2019. у корејском Квангџуу у дисциплини даска 1 метар освојивши укупно 19. место.